# Blastem
Ein Blastem (von griechisch blastos „Spross“, „Keim“) ist eine frühembryonale Organanlage, die sich in Form einer undifferenzierten Mesenchymverdichtung präsentiert. Bei der Entwicklung des Blastems zum reifen Organ spielen Proliferation, Differenzierung und morphogenetische Zellbewegungen eine große Rolle. Außerdem spielen Expression spezifischer Zelladhäsionsmoleküle und die Empfänglichkeit gegenüber parakrinen (von Nachbarzellen sezerniert) und autokrinen (von der Zelle selbst sezerniert) Wachstumsfaktoren eine wichtige Rolle bei der Differenzierung der Organanlage.

## Beispiele

### Metanephrogenes Blastem
Um den 33. Tag nach der Befruchtung wächst auf Höhe des ersten Sakralwirbels aus dem
Ductus mesonephricus die sogenannte Ureterknospe nach hinten aus. Diese Knospe induziert im Mesenchym eine Verdichtung, welche metanephrogenes Blastem genannt wird. Die Ureter-Knospe wächst weiter in das Blastem ein und verzweigt sich dichotom. Aus ihr entstehen die ableitenden Harnwege der späteren Niere.
Das fetale metanephrogene Blastem entwickelt sich während der Schwangerschaft zu regulärem Nierenparenchym mit Glomerula und Tubuli der Niere. Bei etwa 1 % der Nieren kann bei einer Autopsie nephrogenes Restgewebe als Persistenz dieses metanephrogenes Blastemes gefunden werden.
Ein Persistieren von Blastemgewebe gilt als Präkanzerose (für Nephroblastom) und wird als Nephroblastomatose bezeichnet.

### Kardiogenes Blastem
Etwa um den 25. Tag nach der Befruchtung wandern aus den mittleren Bereich des Primitivstreifens Zellen aus und bilden zwischen kranialen Ende der Embryonalscheibe und der Prächordalplatte das sogenannte kardiogene Blastem. Dieses liegt U-förmig vor der Kopffalte. Aus ihm entsteht das Herz.